# Takeda Masayoshi
Takeda Masayoshi (jap. 武田 政義; * unbekannt; † 1343) war Daimyō gegen Ende der Kamakura-Zeit und zu Beginn der Muromachi-Zeit und war Shugo (Militärgouverneur) der Provinz Kai (heutiges Yamanashi).

## Historische Rolle
Als Oberhaupt eines Unterhauses der Minamoto, den Minamoto von Kai, war er direkt in den Machtkampf zwischen Kuge (Adel) und Buke (Adel) verwickelt. Nach der Niederlage der Minamoto gegen die Taira am Ende der Heian-Zeit hatten sich die Minamoto auf den Osten des Landes und die Erschließung der bisher unbewohnten Gebiete in Kantō (um das heutige Tokiō) konzentriert. So entstanden viele Unterhäuser der Minamoto, die zum lokalen Adel im Osten der Hauptinsel Honshū wurden, zum Beispiel die Acht Minamoto des Ostens und die Musashi-Familien. Nach der Errichtung des ersten Shōgunats und der Erlangung der Macht durch Minamoto Yoritomo konnten seine Untergebenen und Verwandten zahlreiche einflussreiche Ämter bekleiden; so wurden die Minamoto von Kai, die sich seit bereits drei Generationen Takeda nannten, nun den Shugo (Militärgouverneur) der Provinz Kai stellen. So konnten sie sich schließlich dauerhaft als Daimyō etablieren.
Takeda Masayoshi nahm an mehreren Feldzügen des Shōguns teil und war ein loyaler Vasall.